# Vlad
Vlad is een Belgische stripreeks die begonnen is in mei 2000 met Yves Swolfs als schrijver en Werner Goelen (Griffo) als tekenaar.

## Albums
Deze reeks is geschreven door Yves Swolfs, getekend door Werner Goelen (Griffo) en uitgegeven door Le Lombard.
| Nummer | Titel                    |
| ------ | ------------------------ |
| 1      | Igor, m'n broer          |
| 2      | De meester van Novijanka |
| 3      | Rode Zone                |
| 4      | Laatste uitweg           |
| 5      | Taïga                    |
| 6      | Operatie zondvloed       |
| 7      | 15 november              |